# Суха река (приток на Дунав)
Вижте пояснителната страница за други значения на Суха река.
Суха река (до 29 юни 1942 г. Ишикли) е река в Североизточна България, област Варна – общини Суворово и Аксаково, област Добрич – общини Добрич и Крушари и област Силистра – община Кайнарджа и Румъния. Влива се като суходолие в ез. Олтина в Румъния. Общата и дължината е 125,8 км, от които в България над 100 км, които я нареждат на 26-о място сред реките на България.

## Географска характеристика

### Извор, течение, устие
Суха река води началото си под името Изворско дере от извор – чешма (на 333 м н.в.) в западната част на Франгенското плато, на 1 km южно от с. Изгрев, област Варна. Тече в северна посока в широка долина, развита в баремски, аптски и сарматски окарстени варовици. На север от устието на река Карамандере долината ѝ придобива каньоновиден характер със стръмни (на места до 100 м) скалисти брегове. Северно от село Карапелит коритото ѝ окончателно пресъхва и оттам нататък до устието си продължава като суходолие. На 4 км северно от село Краново, община Кайнарджа навлиза в румънска територия и се влива като суходолие в югозападния ъгъл на езерото Олтина, разположено на десния бряг на Дунав, на 7 м н.в.

### Водосборен басейн, притоци
Площта на водосборния басейн на Суха река е 2403,9 км2, което представлява 0,3% от водосборния басейн на Дунав. Основни притоци (→ ляв приток, ← десен приток):
- ← Маринска река
- → Карамандере
- ← Добричка река

Речната ѝ мрежа е асиметрична, като левите ѝ притоци са къси със сравнително голям наклон, докато десните са дълги с добре оформени речни долини.

### Хидроложки показатели
Суха река е с основно дъждовно-снежно подхранване, но е с непостоянен речен отток, като максимумът е през пролетта март-юни, а минимумът – юли-октомври. Средногодишен отток при село Ново Ботево 0,69 m3/s. През зимата, в продължение на 10 – 20 дни реката замръзва.
Преди 60 – 70 години водното течение на реката е било постоянно и е била зарибена. По-късно изсичането на горите във водосборната ѝ област е довело до почти пълно пресъхване в средното и долното ѝ течение. Сега в коритото на реката има постоянен отток само в горното течение до село Карапелит, докато надолу отток има само в отделни периоди от годината, дължащ се както на снеготопенето, така и на поройни дъждове. През останалото време коритото е сухо и представлява суходолие, на места широко до 500 м, със стръмни скалисти брегове, заето от обработваеми земи, което продължава до устието ѝ. Така например при село Ново Ботево, тамошната хидрометрична станция отчита целогодишен отток, на 35 км надолу по течението ѝ при Карапелит оттокът е само 2 – 3 месеца през пролетта, а при село Ефрейтор Бакалово, отстоящо на още 30 км по-надолу оттокът става епизодичен – само при бурно снеготопене или поройни дъждове.

## Селища
По течението на реката са разположени 7 села:
- Област Варна

- Община Аксаково – Зорница, Ботево;

- Област Добрич

- Община Добричка – Ново Ботево, Одринци, Долина, Карапелит;

- Област Силистра

- Община Кайнарджа – Краново.

## Стопанско значение, природни забележителности
По горното и средно течение на реката, водите ѝ се използват за напояване, като по самата река са изградени 6 по-големи микроязовира – „Ботево“, „Ведрина“, „Одринци“, „Златия“, „Оногур“ и „Брестница“.
След устието на десния си приток Добричка река Суха река навлиза в дълбок каньон, стръмните и отвесни скалисти брегове на който през средновековието изкуствено са издълбани стотици пещери, в които са се помещавали отшелници-монаси и християнски манастири. Освен това има и множество естествени пещери, където гнездят различни видове птици и е едно от орнитологично важните места в България.
В този си участък реката служи за общинска граница между общините Тервел и Крушари, а по-надолу и за областна граница между областите Добрич и Силистра.

## Топографска карта
- Лист от карта K-35-20. Мащаб: 1 : 100 000.
- Лист от карта K-35-8. Мащаб: 1 : 100 000.
- Лист от карта L-35-140. Мащаб: 1 : 100 000.